# جوسيب إستيف الأول سولير
جوسيب إستيف الأول سولير (بالإسبانية: Josep Esteve Soler)‏ هو صيدلي وشخصية أعمال إسباني، ولد في 4 يناير 1930 في مانريسا في إسبانيا، وتوفي في 29 مارس 2019 في برشلونة في إسبانيا.